# Troppo bella!
Troppo bella! (Comme t'y es belle!) è un film del 2006 di produzione internazionale diretto da Lisa Azuelos.